# George Lakoff
George P. Lakoff (/ˈleɪkɒf/, Bayonne, 24 de maig del 1941) és un lingüista i científic cognitiu estatunidenc. És titular de la càtedra de Ciència cognitiva i lingüística Richard i Rhoda Goldman de la Universitat de Califòrnia a Berkeley. És professor d'aquesta universitat des del 1972. Anteriorment, ho havia estat de les universitats Harvard i de Michigan.
Es va graduar en matemàtiques i literatura al Massachusetts Institute of Technology l'any 1962 i es va doctorar en lingüística a la Universitat d'Indiana l'any 1966.
Lakoff és conegut sobretot per la teoria de la metàfora conceptual i, més recentment, per la seva aplicació a l'anàlisi política en termes de marcs mentals (en anglès, frames). Altres treballs seus menys populars però de transcendència científica són els estudis sobre la categorització a partir de l'anàlisi de la teoria de prototips d'Eleanor Rosch i la teoria de la cognició corporeïtzada (en anglès, embodied cognition).
Actualment fa recerca en els següents camps:
- La naturalesa dels sistemes conceptuals humans, especialment els sistemes metafòrics de conceptes com el temps, els esdeveniments, les emocions, la moral, el jo, la política, etc.
- El desenvolupament de la ciència social cognitiva, la qual aplica idees de la semàntica cognitiva a les ciències socials. Inclou aplicacions pràctiques de la lingüística cognitiva per ajudar el reemmarcat de qüestions socials o polítiques.
- Les implicacions de la ciència cognitiva per a la filosofia (en col·laboració amb Mark Johnson, catedràtic de filosofia a la Universitat d'Oregon).
- L'estructura cognitiva, especialment l'estructura metafòrica, de les matemàtiques (en col·laboració amb Rafael Núñez, del departament de Ciència cognitiva de la Universitat de Califòrnia San Diego.
- Els fonaments neurals dels sistemes conceptuals i el llenguatge (en col·laboració amb Jerome Feldman, de l'International Computer Science Institute). El desenvolupament d'aquesta teoria inclou el d'una teoria neural de la gramàtica (gramàtica de construccions corporeïtzades, en anglès embodied construction grammar), que té l'objectiu de caracteritzar les gramàtiques amb una notació apta tant per a models connexionistes com per al processament del llenguatge natural.

## Trajectòria acadèmica
George Lakoff va formar part de la primera cohort de deixebles de Noam Chomsky, amb qui va començar treballant en la teoria de la gramàtica generativa i transformacional. Ben aviat, juntament amb altres col·legues (Paul Postal, John Ross i James McCawley), es va mostrar contrari a les tesis de Chomsky, iniciant un període de discussions que es van conèixer com les «guerres de la lingüística». Aquest grup va formular la teoria de la semàntica generativa, en la qual, bàsicament, es traslladava el focus de la gramàtica de la sintaxi al significat. Amb el temps, la semàntica generativa va evolucionar fins a donar lloc a un paradigma lingüístic alternatiu, la lingüística cognitiva.
Els principals investigadors d'aquest moviment, amb els quals va col·laborar Lakoff en aquells moments fundacionals, foren Charles Fillmore (amb qui va desenvolupar la semàntica de marcs, en anglès frame semantics), Gilles Fauconnier (espais mentals, en anglès mental spaces), Leonard Talmy i Ronald Langacker (esquemes d'imatge, en anglès image schemas), Eleanor Rosch (teoria de prototips), i Paul Kay i Chad McDaniel (relació entre les categories del color i la neurofisiologia de la visió).
El 1978, Lakoff i Michael Reddy, de manera independent, formulen la teoria dels mecanismes del pensament metafòric. Lakoff desenvolupa aquesta recerca juntament amb el filòsof Mark Johnson, amb qui escriu el llibre fonamental de la teoria de la metàfora conceptual, Metaphors We Live By. Aquest és un dels primers àmbits de treball identificats com a part de la semàntica cognitiva i des d'aleshores en constitueix una part central. La teoria proposa que el pensament és fonamentalment de naturalesa metafòrica. Aquests treballs el porten també al convenciment que la semàntica del llenguatge està corporeïtzada (en anglès, embodied), és a dir, que el cos contribueix al sistema conceptual humà i també el restringeix.  
El 1987, publica els seus estudis sobre la categorització en el llibre Women, Fire and Dangerous Things, que està reconegut com un dels dos treballs fonamentals de la lingüística cognitiva, juntament amb Foundations of Cognitive Grammar: Theoretical prerequisites, en què Ronald Langacker exposa la seva teoria semanticocèntrica de la gramàtica, mentre que el llibre de Lakoff exposa els fonaments filosòfics i psicològics del cognitivisme.
A finals dels anys 1990, enceta una línia d'anàlisi política a partir de l'anàlisi del discurs basat en les metàfores utilitzades pels polítics. Escriu Metaphor and War, en què s'analitzen les metàfores dels discursos de George H. W. Bush i Saddam Hussein; i posteriorment Moral Politics. A partir de l'èxit d'aquesta obra, es forma el think tank The Rockridge Institute, on s'aplicà l'estudi dels marcs mentals a la política estatunidenca, amb l'objectiu de millorar la posició social i comunicativa dels liberals enfront dels conservadors. En aquest període, escriu el llibre de divulgació sobre aquest tema Don't Think of an Elephant! Know Your Values and Frame the Debate. The Rockridge Institute va tancar l'any 2008.

## Recerca
La recerca de George Lakoff s'insereix en la de la ciència cognitiva i, dins d'aquesta, en la lingüística cognitiva (principalment, en l'especialitat de la semàntica cognitiva). De manera relacionada però no totalment coincident, ja que abasta aspectes de la cognició diferents de la facultat del llenguatge, també fa recerca en el programa de la cognició corporeïtzada. En tercer lloc, també ha treballat en la subdisciplina de la lingüística anomenada «anàlisi crítica del discurs»', en què aplica mètodes derivats de la seva teoria de la metàfora conceptual.

### Lingüística cognitiva
La lingüística cognitiva és un moviment teòric dins de la lingüística i una branca de la ciència cognitiva. A grans trets, postula que el llenguatge és un aspecte de la cognició humana que fa ús dels mecanismes cognitius generals, per la qual cosa s'oposa a l'altre gran moviment mentalista de la lingüística, el generativisme, que postula que el llenguatge és un component cognitiu autònom. Les altres dues hipòtesis principals de la lingüística cognitiva són que la gramàtica implica sempre una conceptualització i que el coneixement del llenguatge sorgeix del seu propi ús.
Les principals línies d'investigació de la lingüística cognitiva són la semàntica cognitiva, la teoria de la metàfora conceptual, la gramàtica cognitiva, la gramàtica de construccions i la teoria de la gramaticalització. Els investigadors més destacats d'aquest moviment són, a més de George Lakoff, Leonard Talmy, Ronald Langacker, Charles Fillmore, Martin Kay, Gilles Fauconnier, Adèle Goldberg i John Taylor.
Dins de la lingüística cognitiva, George Lakoff ha fet aportacions fonamentals en la semàntica cognitiva, la gramàtica de construccions i la metàfora conceptual.

#### Semàntica cognitiva
Els principis fonamentals de la semàntica cognitiva són: que l'estructura conceptual està corporeïtzada, que estructura semàntica és estructura conceptual, que la representació del significat és enciclopèdica i que la construcció del significat és conceptualització. S'oposa a la semàntica anomenada «objectivista», com la semàntica de trets (desenvolupada per Jerrold Katz i Jerry A. Fodor) i la semàntica formal (com en Richard Montague), que es basa en el model clàssic d'estructura de les categories, basat en condicions necessàries i suficients.

##### Categorització
La categorització constitueix una de les activitats cognitives humanes més bàsiques. Implica l'aprehensió d'una entitat individual o d'algun aspecte concret de l'experiència en tant que cas particular d'una altra cosa, que es concep d'una manera més abstracta i abasta altres instanciacions reals o potencials.
En aquest camp, Lakoff, en el llibre Women, Fire, and Dangerous Things, revisa la teoria de prototips d'Eleanor Rosch i desenvolupa el concepte de models cognitius idealitzats (similar als conceptes frames de Fillmore i dominis de Langacker). Es proposen com una manera d'organitzar el coneixement no com un reflex directe d'estats de les coses objectius, sinó basant-se en certs principis d'estructuració cognitiva. Aquests models són «idealitzats» en tant que impliquen una abstracció de les complexitats del món físic, mitjançant processos perceptuals i conceptuals.

#### Gramàtica de construccions
Aquest corrent de la lingüística cognitiva defensa que la gramàtica està estructurada en la ment humana en forma d'una constel·lació de construccions relacionades entre si −en part mitjançant estructures jeràrquiques−. Una construcció es defineix com un parell de forma i significat, i pot abastar des d'elements mínims, com un morfema, fins a estructures sintàctiques abstractes complexes, com per exemple l'estructura de passiva.
Hi ha diferents models de gramàtica de construccions, desenvolupats per autors com Charles Fillmore, Paul Kay, Laura Michaelis, Adèle Goldberg o William Croft. La gramàtica de construccions està directament relacionada amb la gramàtica cognitiva de Ronald Langacker.
George Lakoff va ser l'autor del primer estudi detallat en gramàtica de construccions, en un article del 1983 que es va publicar com a «Estudi de cas número 3» al seu llibre Women, Fire, and Dangerous Things.

#### Metàfora conceptual
George Lakoff desenvolupà la teoria de la metàfora conceptual en col·laboració amb el filòsof Mark Johnson i el científic cognitiu Mark Turner. Parteix de la hipòtesi que la metàfora no és només una figura literària, sinó un mecanisme cognitiu que s'utilitza per a processar informació abstracta a partir de conceptes més concrets, simples o familiars. La metàfora -i també la metonímia- impregnen l'ús quotidià del llenguatge. També l'ha estès a l'anàlisi del discurs i, en especial, a temes amb implicacions sociològiques o polítiques.
Des d'aquesta visió, l'estructura conceptual s'organitza mitjançant correspondències (en anglès, mappings) entre dominis conceptuals. Algunes d'aquestes correspondències es fonamenten en experiències preconceptuals corporeïtzades (anomenades «esquemes d'imatge», en anglès image schemas), mentre que d'altres, a partir d'aquestes experiències, construeixen estructures conceptuals més complexes.
Per exemple, en l'expressió «Si no estudies, no arribaràs gaire lluny» es produeix una correspondència entre el domini d'un viatge i el de la vida d'una persona, per tant es formularia com «la vida és un viatge». Es fonamenta en l'experiència habitual del moviment físic, en què típicament es parteix d'un punt i es vol arribar a un altre punt de destinació, i per arribar-hi se segueix un determinat camí. A partir d'aquest esquema d'imatge «origen-camí-destinació» hom construeix una metàfora conceptual complexa que conceptualitza el fet que en aquest «viatge» metafòric hi pot haver obstacles, camins divergents, cruïlles, vehicles, velocitats de moviment, etc.; i també hi poden intervenir altres metàfores com els «propòsits són destinacions» o «els mitjans són camins». Com a resultat, amb aquesta metàfora complexa es poden caracteritzar molts altres dominis en què calgui conceptualitzar i expressar lingüísticament qualsevol activitat amb propòsit.
George Lakoff ha desenvolupat extensions de la teoria de la metàfora conceptual en camps com els estudis literaris i la filosofia. Juntament amb Mark Turner, ha publicat More Than Cool Reason, una aplicació a la metàfora poètica que va posar les bases de la recerca en teoria literària cognitiva que ha rebut el nom de «poètica cognitiva» (en anglès, cognitive poetics). Amb Mark Johnson ha publicat l'obra Philosophy in the Flesh, en què argumenten que els conceptes més bàsics de la filosofia són de naturalesa metafòrica.

### Cognició corporeïtzada
La cognició corporeïtzada (en anglès, embodied cognition) és un programa de recerca de la ciència cognitiva que fa èmfasi en el rol formatiu de l'entorn en el desenvolupament dels processos cognitius. Aquesta hipòtesi parteix del convenciment de Lakoff (a partir dels seus estudis en semàntica cognitiva) que la semàntica del llenguatge està corporeïtzada, és a dir, que el cos contribueix i restringeix el sistema conceptual humà.
Lakoff diu que la ment està «corporeïtzada» en el sentit que gairebé tota la cognició humana, des de la més bàsica fins al raonament abstracte, depèn i fa ús de processos de baix nivell del sistema sensomotor i de les emocions. Per exemple, postula que conceptes com el color i les relacions espacials es poden entendre gairebé completament mitjançant l'anàlisi de com funcionen els processos de percepció o de control motor. A partir d'aquestes idees, desenvolupa amb Jerry Feldman la teoria neural del llenguatge. La idea fonamental d'aquesta teoria és que el pensament i el llenguatge s'estructuren i fan significat a partir de l'experiència corporal. Aquesta idea s'oposa a la visió clàssica de la ciència cognitiva que concep la ment com un programari implementat en el cervell, el qual funciona com a maquinari. En la teoria neural del llenguatge, el cervell i la ment no manipulen símbols; simplement, hi ha estructures neuronals funcionals molt complexes, que s'estenen a través del cos i es coordinen amb les activitats corporals.
Juntament amb Rafael Núñez, George Lakoff ha aplicat aquestes idees al camp de les matemàtiques. Postulen que la matemàtica està «entranyada» en el sistema neural i les matemàtiques anomenades «abstractes» són, de fet, de naturalesa metafòrica. Aquestes idees es recullen en el llibre Where Mathematics Come From.

### Anàlisi crítica del discurs social i polític
Lakoff ha aplicat la seva teoria de la metàfora conceptual a l'anàlisi crítica del discurs, especialment polític. El 1986, en l'obra Moral Politics, descriu els models de pensament subjacents dels votants estatunidencs de dreta i d'esquerra com a influenciats per dues metàfores centrals: la del pare estricte i la del pare protector, respectivament. Argumenta que les creences i actituds dels ciutadans envers les qüestions polítiques estan influenciades per aquests marcs mentals (en anglès, frames), els quals estan formats per una constel·lació de metàfores conceptuals.
En la concepció de Lakoff, el partit o model polític que aconsegueix imposar els seus marcs mentals a la societat mitjançant el seu discurs públic aconsegueix guanyar la batalla de la comunicació. Aquestes idees s'han popularitzat principalment mitjançant el llibre Don't Think of an Elephant! Know Your Values and Frame the Debate.

#### Truth Sandwich
Un enfocament original alhora de tractar les propostes de l'extrema dreta és l'anomenat truth sandwich («entrepà de la veritat»): mostrar dades reals, assenyalar les mentides i repetir la veritat contrastable. Aquesta estratègia consta de tres punts bàsics:
1. Començar amb la veritat: El primer marc mental té avantatge.
2. Indicar la mentida i evitar, sempre que sigui possible, utilitzar llenguatge connotat.
3. Tornar a la veritat. Sempre repetir la veritat més vegades que la mentida.

## Obres principals
- 2012 amb Elisabeth Wehling. The Little Blue Book: The Essential Guide to Thinking and Talking Democratic. Free Press. ISBN 978-1-476-70001-4.
- 2008. The Political Mind: Why You Can't Understand 21st-Century American Politics with an 18th-Century Brain. Viking Adult. ISBN 978-0-670-01927-4.
- 2006. Whose Freedom?: The Battle over America's Most Important Idea. Farrar, Straus and Giroux. ISBN 978-0-374-15828-6.
- 2005. "A Cognitive Scientist Looks at Daubert", American Journal of Public Health. 95, no. 1: S114.
- 2005. The Brain's Concept: The Role of the Sensory-Motor System in Conceptual Knowledge-Vittorio Gallese, Università di Parma and George Lakoff University of California, Berkeley, USA [14]

- 2004. Don't Think of an Elephant: Know Your Values and Frame the Debate. Chelsea Green Publishing. ISBN 978-1-931498-71-5. (No pensis en un elefant!. Barcelona: Viena, 2011. ISBN 978-84-8330-663-5).
- 2003 (1980) amb Mark Johnson. Metaphors We Live By. University of Chicago Press. 2003 edition contains an 'Afterword'. ISBN 978-0-226-46800-6.
- 2000 amb Rafael Núñez. Where Mathematics Comes From: How the Embodied Mind Brings Mathematics into Being. Basic Books. ISBN 0-465-03771-2.
- 1999 amb Mark Johnson. Philosophy In The Flesh: the Embodied Mind and its Challenge to Western Thought. Basic Books.
- 1996. Moral politics : What Conservatives Know that Liberals Don't. University of Chicago Press. ISBN 978-0-226-46805-1.
- 1989 amb Mark Turner. More Than Cool Reason: A Field Guide to Poetic Metaphor. University of Chicago Press. ISBN 978-0-226-46812-9.
- 1987. Women, Fire, and Dangerous Things: What Categories Reveal About the Mind. University of Chicago Press. ISBN 0-226-46804-6.
- 1980 amb Mark Johnson. Metaphors We Live By. University of Chicago Press. ISBN 978-0-226-46801-3.
- 1968. Adverbs and the Concept of Deep Structure. Foundations of Language. Vol. 4, No. 1 (Feb., 1968), pp. 4–29.